# Dōsojin

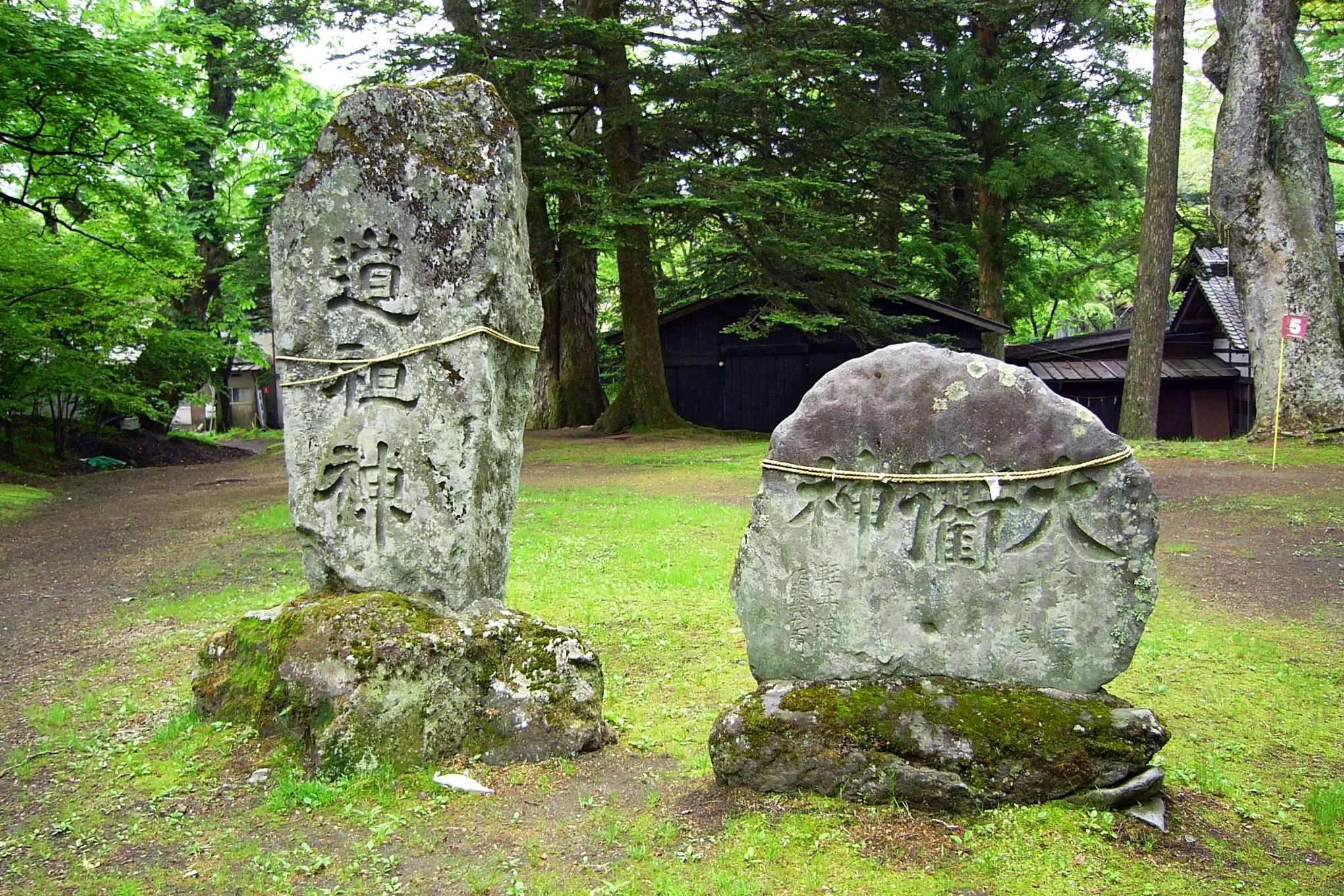
Durch Steine (mit Shimenawa) repräsentierte Dōsojin bei Karuizawa (Nagano)

Dōsojin bzw. Dōsoshin (jap. 道祖神), in manchen Gegenden Japans auch Sai-no-kami (賽の神) bzw. Sae-no-kami (障の神), Dōrokujin (道陸神; „Straßen-Land-Kami“) oder Shakujin (石神; „Stein-Kami“) sind Sammelbegriffe für die Gottheiten der Wege, Straßen und Grenzen in der Mythologie Japans.
Die steinernen Darstellungen der Dōsojin finden sich oft an den Grenzen alter Dorfschaften, Gebirgspässe, Kreuzwege und Brücken.
Da sie allgemein auch als Fruchtbarkeits- bzw. Fortpflanzungsgottheiten gelten, haben diese Steine oft die Form männlicher oder weiblicher Genitalien oder zeigen ein Pärchen aus Mann und Frau.
Die ursprüngliche Funktion der Dōsojin wird darin vermutet, sowohl Reisende zu beschützen, als auch von außen eindringendes Unglück und Übel bereits an den Grenzen von Gemeinden abzuwehren. Letzteres zeigte sich neben entsprechenden Deutungen in den mythologischen Schriften des japanischen Altertums darin, dass bis in die Neuzeit Schutzriten zu ihren Ehren abgehalten wurden, wenn der Besuch ausländischer Botschafter erwartet wurde.
Des Weiteren werden sie in vielen Gemeinden am 14. Januar mit Festen gefeiert, die auf irgendeine Weise Feuer miteinbeziehen, ein Element, dem in der religiösen Landschaft Japans (sowohl im Shintō als auch im japanischen Buddhismus und im Shugendō) sehr oft eine reinigende und belebende Wirkung zugeschrieben wird. Diese Feste waren vorübergehend unter der Meiji-Regierung als abergläubisch verboten.
In Shintō-Schreinen trifft man die Dōsojin relativ selten an. Dies mag damit zu tun haben, dass ihnen relativ oft Verehrung durch buddhistische Priester bzw. Mönche zuteilwird. Ein anderer, hierfür oft angeführter Grund ist, sie seien so allgegenwärtig, dass sie keiner eigenen Schreine bedürften.
Zu den prominentesten Dōsojin zählen unter anderem
- Chimata-no-kami (岐の神), laut dem Kojiki der Kami, der entstand, als Izanagi seine Hose (mihakama) ablegte, um sich von den Verunreinigungen reinzuwaschen, die er sich bei seinem Ausflug in die Unterwelt zugezogen hatte.
- Sarudahiko bzw. Sarutahiko, derselbe Kami wie Chimata-no-kami im Nihonshoki und im Kogoshūi, der allerdings auch im Kojiki an den acht Weggabelungen des Himmels auf Ninigi wartete, der auf die Erde geschickt worden war, um Japan in Besitz zu nehmen.
- Yachi-mata-hiko und Yachi-mata-hime, ein hoheitliches Paar aus dem Engishiki, das Motoori Norinaga in seinem Kojiki-den mit Chimata-no-kami identifiziert.
- Funada-no-kami bzw. Kunado-sae-no-kami (im Nihonshoki) oder Tsukitatsu-Funado-no-kami (im Kojiki), der Kami, der durch Izanagis Stab entstand und mit dem, einer alternativen Nihonshoki-Version zufolge, Izanagi seiner untoten Schwester und Gemahlin Izanami den Weg zur Oberwelt versperrte.
- Jizō, ein Bodhisattva und Schutzgott der (ungeborenen) Kinder und Reisenden.